# Automotodrom Grobnik
Le Automotodrom Grobnik est un circuit de sports mécaniques situé à quelques kilomètres au nord de Rijeka en Croatie. Le Grand Prix moto de Yougoslavie s'y courut de 1978 à 1990.
Le circuit développe en configuration moto 4,168 km de longueur dont un peu plus de 2 000 m de ligne droite.

## Histoire
L'histoire du circuit de Rijeka se confond avec l'histoire de la Yougoslavie. Construit en 2 mois sur ordre de Tito, le circuit doit remplacer le circuit d'Opatija jugé obsolète par la FIM. La piste est ouverte pour la course le 17 septembre 1978.
Le Grand Prix moto de Yougoslavie se court sur le tracé jusqu'en 1991 où le grand prix est annulé en catastrophe moins de 2 mois avant l'épreuve. En effet la guerre de Yougoslavie éclate le 25 juin 1991 soit quelques semaines avant le grand prix prévu en juin. Le grand prix est remplacé par le Grand Prix moto de France.
Le circuit était de toute façon jugé très dangereux par les pilotes qui le critiquaient pour d'évident manque de sécurité. Il y avait en effet que peu de partie lente pour freiner les motos. De plus il n'y avait que peu de rail de sécurité sur le circuit au début, avant que le circuit ne soit mis au standard FIM.

## Accidents
Le circuit fut le théâtre de plusieurs accidents graves dans les années 1980.
- 31 mai 1981 : Le pilote français Michel Rougerie tombe à l'entame du second tour. Alors qu'il ne semble être que choqué, il fait l'invraisemblable erreur de traverser la piste alors que les pilotes déboulent à plus de 260 km/h. C'est alors que Roger Sibille ne peut l'éviter. Si Sibille par miracle n'est pas blessé, pour Rougerie le constat est sans appel. En effet, ce dernier a les cervicales brisées, il meurt sur le coup.
- 1990 : En 250 cm3 c'est une collision collective qui eut lieu entre 3 pilotes. Si l'attardé s'en tire avec une grosse frayeur, l'Allemand Reinhold Roth est évacué par hélicoptère. Il restera 6 semaines dans le coma et gardera des séquelles de l'accident.